# Безверхий Леонід Іванович
Безве́рхий Леонід Іванович (18 жовтня 1928 , Градизьк, Кременчуцька округа  — 21 січня 2018 , Чернігів ) — український радянський діяч, директор Чернігівського заводу радіоприладів у 1967—1990 роках.

## Біографія
Леонід Безверхий народився 18 жовтня 1928 року в селі Градизьк Полтавської області.
В 1934 році з сім'єю переїхав до Києва, де його батько працював на військовому ремонтному заводі № 7 в Дарниці маляром. В 1941 році після початку війни підприємство евакуювали до Саратова. Туди ж переїхала і сім'я Безверхих.
У Саратові паралельно з навчанням у школі Леонід почав працювати, спочатку на рибному заводі, потім — на евакуйованому ремонтному заводі, де він працював токарем разом з батьком.
У 1944 році сім'я повернулася до Києва, де Леонід у 1947 році закінчив школу і вступив до Київського автомобільно-дорожнього інституту. В інституті він познайомився зі своєю майбутньою дружиною Олександрою.
У 1953 році Леонід Безверхий закінчив інститут і був направлений інженером-технологом на військовий завод № 7. У 1960 — головний інженер колгоспу імені Ватутіна в селі Глибоке Київської області. З 1961 році працював інженером-конструктором на Київському радіозаводі, пізніше очолив там експериментальний цех.
У лютому 1967 року Леонід Безверхий очолив будівництво майбутнього Чернігівського заводу радіоприладів, і вже у вересні 1971 року перша черга заводу була достроково введена в експлуатацію. З 1979 року Безверхий очолив вже діюче підприємство і залишався його керівником до 1990 року, після чого пропрацював там ще 11 років.
Помер Леонід Безверхий 21 січня 2018 року.

## Діяльність
Чернігівський завод радіоприладів за 23 роки керівництва Леоніда Безверхого став провідним підприємством Чернігова і Радянського Союзу у сфері виробництва систем управління, електронно-обчислювальних систем, супутникової апаратури, інформаційних і космічних технологій, медичного обладнання та товарів господарського призначення. При цьому Леонід Іванович як директор приділяв увагу перспективам розвитку заводу, удосконаленню організації праці, впровадженню нових технологій, підвищенню якості продукції і культури виробництва, зміцненню дисципліни і об'єднанню колективу.
Леонід Безверхий піклувався вирішенням житлових і побутових питань робітників заводу. Під його керівництвом збудовано 20 житлових будинків, 8 дитячих дошкільних закладів, Чернігівський радіомеханічний технікум, вище професійно-технічне училище № 15, базу відпочинку «Лада», оздоровчий табір «Електронік», 3 гуртожитки, поліклініку, лікарню. Завод надавав допомогу Чернігівському технологічному інституту, школам № 27, 29, 30. Житловий мікрорайон біля Чернігівської міської лікарні № 2, побудований заводом, отримав у народі назву «хутір Безверхого».

## Нагороди
- 1971 — Орден Трудового Червоного Прапора
- 1978 — Орден Жовтневої Революції
- 1982 — Державна премія СРСР
- 1988 — Орден Леніна
- 2000 — Орден князя Ярослава Мудрого V ступеня
- 2002 — нагрудний знак «Ветеран космічної галузі України»
- 2018 — Почесний громадянин міста Чернігова (посмертно)